# سیدآباد (بدخشان)
سیدآباد (به لاتین: Sayed Abad) یک منطقهٔ مسکونی در افغانستان است که در ولسوالی خواهان واقع شده‌است.